# Municipio de Shelburne
El municipio de Shelburne (en inglés: Shelburne Township) es un municipio ubicado en el condado de Lyon en el estado estadounidense de Minnesota. En el año 2010 tenía una población de 178 habitantes y una densidad poblacional de 1,91 personas por km².

## Geografía
El municipio de Shelburne se encuentra ubicado en las coordenadas 44°14′36″N 96°1′49″O / 44.24333, -96.03028. Según la Oficina del Censo de los Estados Unidos, el municipio tiene una superficie total de 93.06 km², de la cual 90,16 km² corresponden a tierra firme y (3,11 %) 2,9 km² es agua.

## Demografía
Según el censo de 2010, había 178 personas residiendo en el municipio de Shelburne. La densidad de población era de 1,91 hab./km². De los 178 habitantes, el municipio de Shelburne estaba compuesto por el 98,88 % blancos, el 1,12 % eran asiáticos. Del total de la población el 1,12 % eran hispanos o latinos de cualquier raza.